# Empresas Públicas de Medellín
Las Empresas Públicas de Medellín E.S.P., conocida por su sigla EPM, es una compañía colombiana de servicios públicos domiciliarios fundada el 6 de agosto de 1955 en la ciudad de Medellín. Su único propietario es el distrito de Medellín.
Es una de las generadoras eléctricas más importantes de Colombia, atiende el 14.75% de la demanda energética del país.
En cuanto a ingresos, el Grupo EPM percibió un poco más de 19,79 billones de pesos en el 2020, ocupando el segundo puesto en el escalafón de las empresas más grandes del país. A su vez, EPM es la segunda empresa con más activos después de Ecopetrol.
Junto a la Gobernación de Antioquia, EPM es el principal socio de Hidroituango, proyecto hidroeléctrico estratégico de Colombia construido en la cuenca del Río Cauca. A su vez, EPM es el propietario del Embalse Peñol-Guatapé.

## Historia
Los antecedentes de la empresa se remontan al siglo XIX, en los primeros servicios públicos, de forma organizada de la ciudad de Medellín: acueducto desde 1888 (servicios consolidados eventualmente en la Empresa del Acueducto), telefonía desde 1891 (sucedida por la Compañía Telefónica de Medellín en 1914), y electricidad desde 1895 (Compañía Antioqueña de Instalaciones Eléctricas). A principios del siglo XX surgieron algunas empresas textileras (Coltejer, Fabricato, Rosellón) las cuales fueron parte importante del desarrollo industrial de la ciudad. Gradualmente, la ciudad pasó a depender de este sector, relegando a un segundo plano la minería y el café.
Se establecieron en 1920 las Empresas Públicas Municipales, entidad que también se encargó, en aquel tiempo del tranvía eléctrico (1921), del matadero municipal y de la plaza de mercado. Entre 1954 y 1955 dieron voluntariamente sus activos de aguas, telefonía y electricidad a un nuevo ente municipal, llamado Empresas Públicas de Medellín.

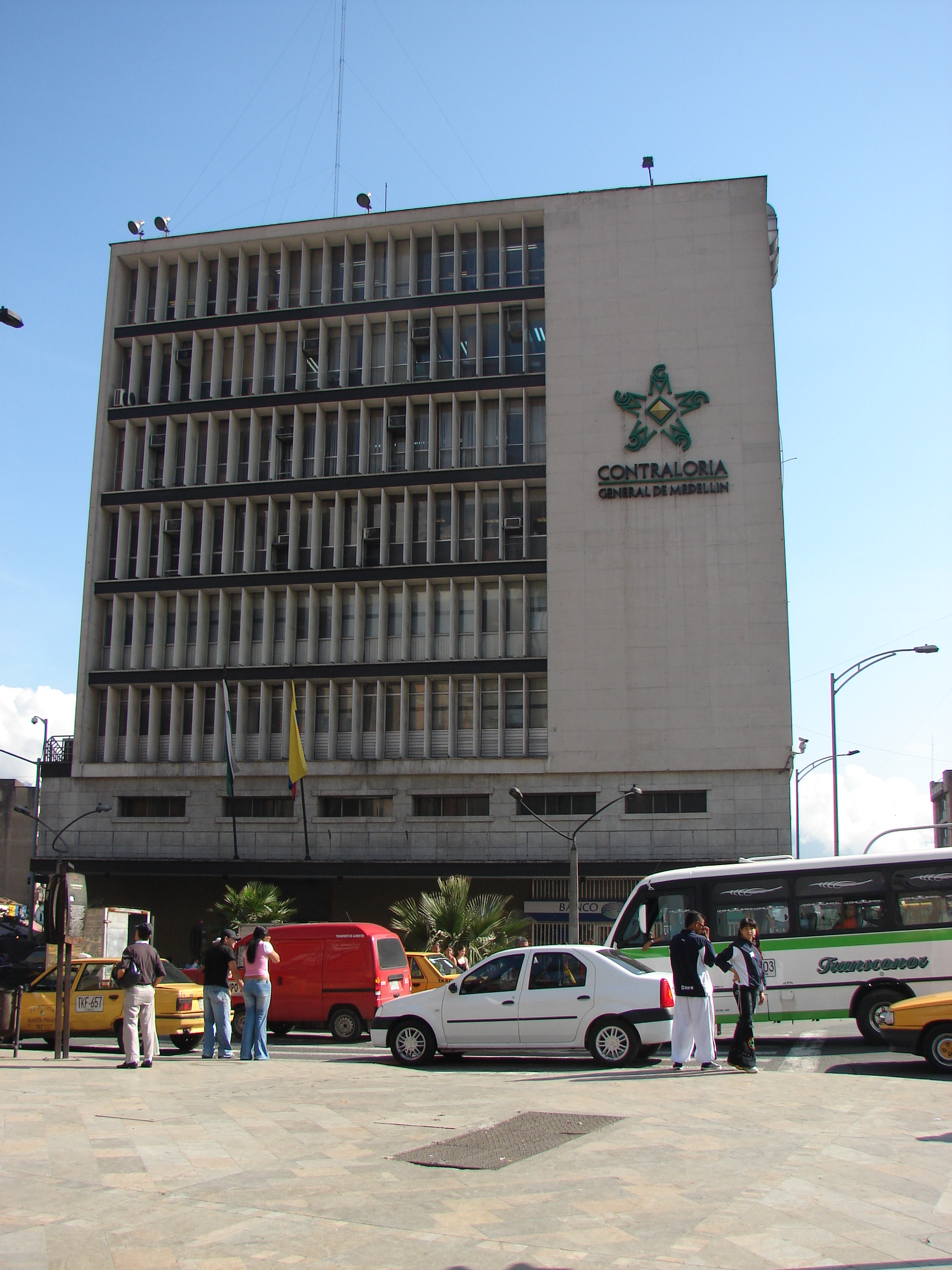
Edificio Miguel de Aguinaga, antigua sede de EPM.

En su creación, el Banco Mundial fue determinante, y como condición para el otorgamiento de créditos, solicitó la separación contable de la Empresa de Energía. Por su parte, los dirigentes antioqueños, liderados por la Asociación Nacional de Industriales —ANDI—, exigieron una auténtica autonomía para la nueva empresa y la integración de tres servicios públicos básicos: energía, aguas y telefonía.
EPM inauguró en 1957 su primera sede en el Edificio Miguel de Aguinaga, en el centro de Medellín. La ciudad para ese momento ya llegaba a los 500,000 habitantes, con un incremento anual de 30 000 personas. La empresa definió desde esa época unos principios básicos de cultura empresarial.
Durante las últimas décadas del siglo XX, EPM creció gracias a la ejecución de proyectos cada vez más complejos e importantes, financiados por entes como el Banco Mundial, Banco Interamericano de Desarrollo, Jalan Back Foz Internacional Cooperación, Corporación Andina de Fomento, la banca privada, el Gobierno Nacional y por la misma ciudadanía (recolecta de fondos en los años 40).
Entre los principales proyectos figuran los desarrollos hidroeléctricos de Guadalupe III y IV, Peñol-Guatapé, Riogrande I y II, Playas y, más recientemente, la termoeléctrica La Sierra y Porce II. En las décadas de los 60 y los 70 EPM también contribuyó con la creación del sistema interconectado nacional (hoy en día ISA e Isagen), que abrió la venta de la energía generada en Antioquia al resto del país.
EPM logró, gracias a su solidez, superar desafíos como el «apagón» de 1992 (racionamiento causado por el fenómeno de El Niño) y la sequía de 1998 (intervención de embalses), sin dejar de lado los factores de orden público, la reestructuración del sector de servicios públicos luego de la nueva Constitución de 1991 y las leyes 142 (de Servicios Públicos) y 143 (Eléctrica) de 1994.

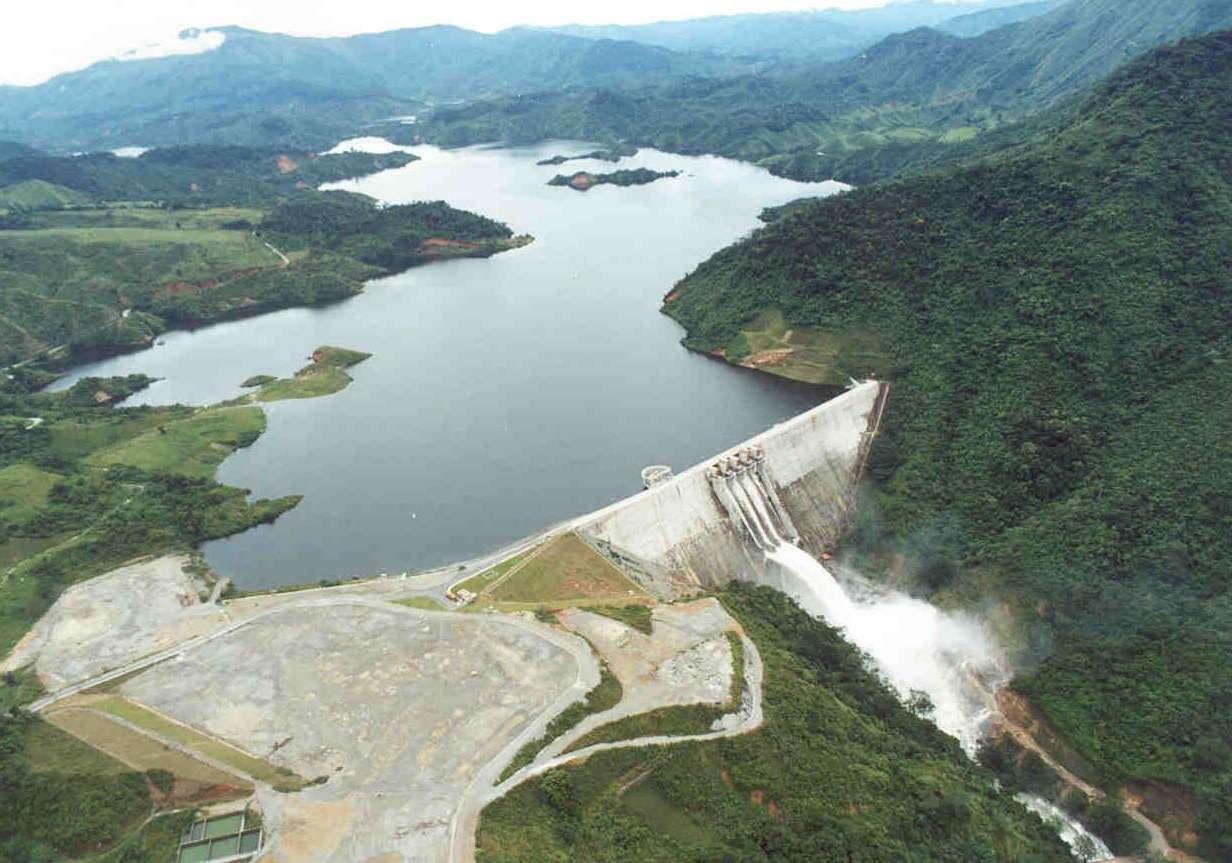
Proyecto Hidroeléctrico Porce II

Además la empresa ha construido represas y plantas de agua potable como La Fe y Piedras Blancas, San Cristóbal, La Ayurá y Manantiales, y plantas para el tratamiento de aguas residuales, como las de El Retiro y San Fernando. Además, es líder en la expansión y adopción de tecnologías de punta en los servicios de telefonía, acueducto, alcantarillado, gas y distribución eléctrica.
Durante los últimos años, la empresa se ha expandido a otros mercados regionales gracias a la adquisición de acciones de otras empresas, dando vida al Grupo Empresarial EPM. De él forman parte hoy, entre otras, EDATEL, EMTELSA, EMTELCO, ETP, EPM Bogotá, y Colombia Móvil.
EPM inauguró en 1997 su nueva sede, un edificio totalmente sistematizado conocido popularmente como «Edificio inteligente», donde se administra, lo que hoy es, el Grupo Empresarial de servicios públicos más grande del país.
El 10 de agosto de 2000 nace la Fundación Empresas Públicas de Medellín E.S.P, con un capital inicial de cien millones de pesos y con un aporte del 90 % de EPM, más un 10 % repartido en partes iguales de las universidades CEIPA, Eafit, Pontificia Bolivariana y el Fondo de Empleados de las Empresas Públicas. La Fundación desarrolla programas y proyectos sociales requeridos por las comunidades donde EPM ejerce influencia.
Con la aparición de grandes compañías del sector de las telecomunicaciones (Telefónica, Telmex, América Móvil), EPM decide en el 2006 separar las telecomunicaciones de la casa matriz, para conformar una nueva empresa enfocada exclusivamente en las telecomunicaciones, permitiéndole afrontar la dura competencia, para lo cual se creó UNE EPM Telecomunicaciones y su marca UNE. Con la fusión de esta con Tigo y Une, la empresa pasó a ser llamada Tigo UNE, hasta que en 2019 se renombró solamente como Tigo.
En el 2007 la Empresa Antioqueña de Energía —EADE— fue liquidada y absorbida por EPM Un total 550 000 nuevos clientes, residentes en 101 municipios —100 de Antioquia y uno del Chocó—, quedaron integrados oficialmente al sistema de energía eléctrica de EPM.

### Gerentes
- John Maya Salazar (desde 2024)
- Jorge Andrés Carrillo (2021-2024)
- Alejandro Calderón Chatet (2021)
- Álvaro Guillermo Rendón (2020-2021)
- Jorge Londoño De la Cuesta (2016-2019)
- Juan Esteban Calle Restrepo (2012-2016)
- Federico Restrepo Posada (2008-2012)
- Juan Felipe Gaviria Gutiérrez (2004-2007)
- Oscar Velásquez Johnson (2003)
- Edith Cecilia Urrego (2003)
- Iván Correa Calderón (2001-2003)
- Ramiro Valencia Cossio (1998-2000)
- Mauricio Restrepo Gutiérrez (1995-1997)
- Diego Uribe Uribe (1992-1994)
- Carlos Enrique Moreno (1990-1992)
- Juan Guillermo Penagos Estrada (1988-1990)
- Darío Valencia Restrepo (1987-1988)
- Carlos Posada Uribe (1985-1987)
- Diego Calle Restrepo (1976-1985)
- Jaime Tobón Villegas (1975-1976)
- Sergio Restrepo Londoño (1974-1975)
- Víctor Suárez Vásquez (1973-1974)
- Josúe Ortiz Mejía (1971-1973)
- Alberto López Toro (1971)
- Octavio Aristizábal Correa (1967-1970)
- Alejandro Uribe Escobar (1964-1967)
- Luis Echavarría Villegas (1959-1963)
- Óscar Baquero Pinillo (1955-1959)

## Filiales

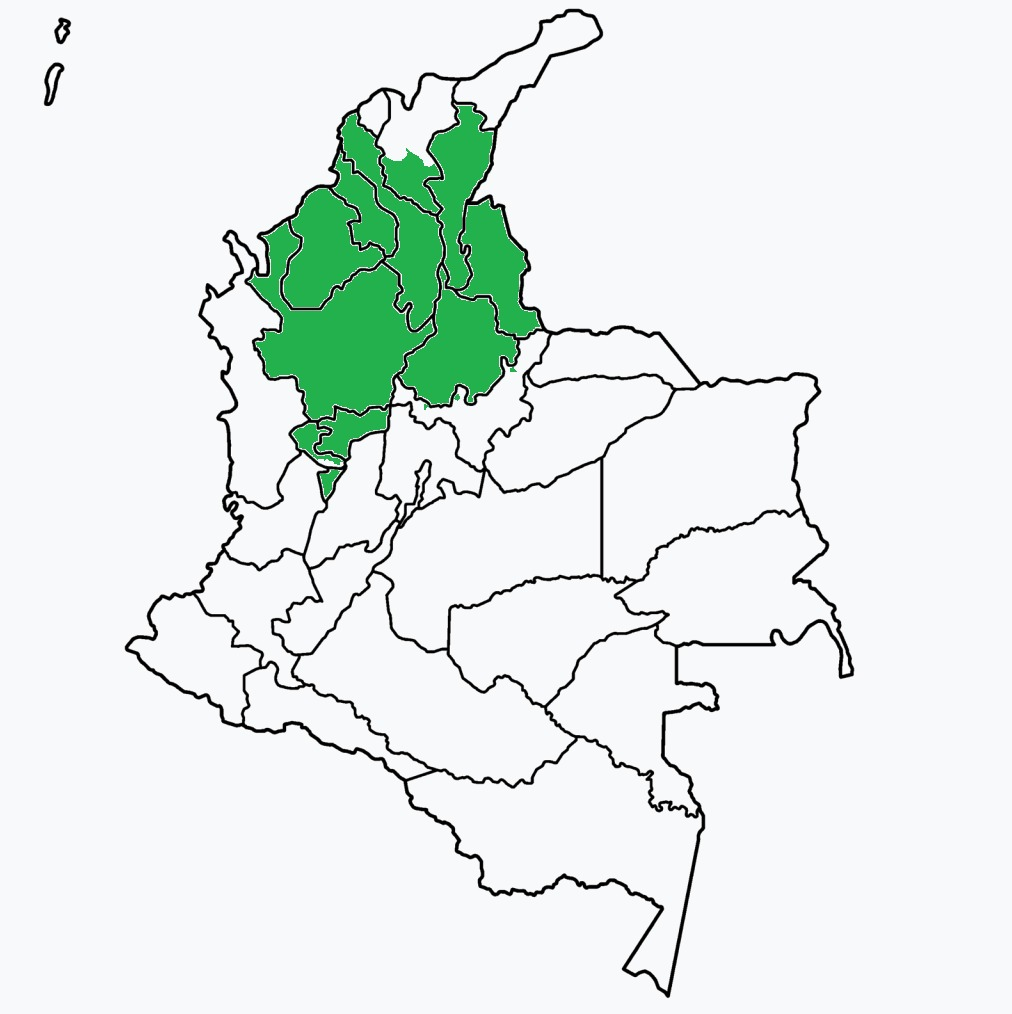
En verde: Área de Cobertura de servicio eléctrico de EPM y sus filiales (2024)

### Filiales nacionales
Las filiales nacionales del grupo EPM en Agua, Saneamiento y Energía son:
Energia
- Afinia
- Centrales Eléctricas de Norte de Santander (CENS)
- Electrificadora de Santander (ESSA)
- Central Hidroeléctrica de Caldas (CHEC)
- Empresa de Energía del Quindío (EDEQ)

Agua y Saneamiento
- Aguas del Atrato
- Aguas de Malambo S.A. E.S.P.
- Aguas Nacionales EPM S.A. E.S.P.
- Aguas Regionales S.A. E.S.P.
- Empresa de Aguas del Oriente Antioqueño S.A. E.S.P.
- Emvarias S.A. E.S.P.
- Empresas Públicas de Rionegro S.A.S. E.S.P. o  EPRio

Otros
- Fundación EPM
- EPM Inversiones S.A.

En 2006 se creó EPM Telecomunicaciones como la filial nacional del grupo EPM en telecomunicaciones, bajo su marca UNE. Anteriormente conocida como Tigo UNE y en 2019 renombrada con el nombre Tigo.
En diciembre del año 2015 Aguas de Urabá S.A. E.S.P. absorbió a Regional de Occidente S.A. E.S.P. (Aguas de Occidente) y posteriormente cambia de nombre por Aguas Regionales S.A. E.S.P.

### Filiales y subsidiarias internacionales

#### Panamá
- Hidroecológica del Teribe S.A. (De la cual EPM tiene la mayoría de acciones)
- Panama Distribution Group S.A.
- Elektra Noreste S.A. - ENSA

#### Guatemala
- Gestión de Empresas Eléctricas S.A. - GESA
- Distribución Eléctrica Centroamericana Dos (II), S.A.  - DECA II
- Empresa Eléctrica de Guatemala S.A. - EEGSA (Guatemala)
- Comercializadora Eléctrica de Guatemala S.A. - COMEGESA
- Transportista Eléctrica Centroamericana S.A. - TRELEC
- Almacenaje y Manejo de Materiales Eléctricos S.A – AMESA
- ENERGICA S.A.
- Inmobiliaria y Desarrolladora Empresarial de América S.A.– IDEAMSA
- CREDIEEGSA S.A.
- Tigo

#### El Salvador
- AEI El Salvador Holdings S.A.
- PPLG El Salvador II (Islas Caimán)
- Electricidad de Centroamérica Ltda. de C.V.
- Distribuidora de Electricidad del Sur S.A. DE C.V. –DELSUR-
- INNOVA Tecnología y Negocios S.A. de C.V.
- Tigo

#### Chile
- EPM Chile S.A.
- Parque Eólico los Cururos Ltda.
- Aguas Antofagasta (ADASA)

#### México
- EPM Capital México S.A. de C.V.
- Tecnología Intercontinental (TICSA)

#### Bermudas
- Maxseguros EPM LTD

## Presupuesto e inversiones

### Presupuesto
El presupuesto  para 2015 de EPM es de $ 12,5  billones (12 billones 500 mil millones de pesos) de los cuales un 21% en la terminación del proyecto Hidroituango, un 47 % en inversión, 22% en el pago de la deuda, el 10 % en diversos proyecto sociales y modernización de sus estructuras

### Inversión
Los principales proyectos de inversión de alto impacto social en todas las áreas de servicio de la empresa, se destacan:
- Hidroituango
- Parque del río Medellín
- Inversión empresarial
- Capitalización
- Los diseños de la planta de tratamiento de aguas residuales Bello.
- La continuación de las obras del proyecto Porce III.
- La expansión y reposición de redes de los servicios de aguas, energía y gas, afianzando una interacción segura de los sistemas de redes con la comunidad y mejorando la calidad del servicio para los usuarios.
- Las inversiones relacionadas con la implantación del programa energía prepago.

Una de las recientes inversiones consistió en comprar la concesión de la empresa Aguas Antofagasta en junio de 2015, ubicada en el desierto más árido del mundo y que entre sus capacidades contempla operar la planta desaladora más grande de Latinoamérica para consumo humano.